# Libertas Brianza 2016-2017
Questa voce raccoglie le informazioni riguardanti la Libertas Brianza nelle competizioni ufficiali della stagione 2016-2017.

## Stagione
La stagione 2016-17 è per la Libertas Brianza la quinta, la quarta consecutiva, in Serie A2. Viene confermato sia l'allenatore, Massimo Della Rosa, che buona parte della rosa, come Roberto Cominetti, Matteo Riva, Dario Monguzzi, Umberto Gerosa e Luca Butti: tra i nuovi acquisti quelli di Paolo Alborghetti, Caio Alexandre e Jordan Richards mentre tra le cessioni quelle di Alessandro Preti, Gabriele Robbiati, Gabriele Rudi e Nicola Tiozzo.
Il campionato si apre con due vittorie consecutive: la prima sconfitta arriva alla terza giornata contro il Junior Volley Civita Castellana; dopo il successo sul Volley Castellana la squadra di Cantù conclude il girone di andata con quattro gare perse e una sola vinta, conquistando il settimo posto in classifica, non utile per qualificarsi alla Coppa Italia di Serie A2. Il girone di andata vede la formazione lombarda ottenere risultati altalenanti con vittorie che si alternano a sconfitte: chiude la regular season al settimo posto in classifica nel proprio girone. Accede quindi alla pool salvezza: sia nel girone di andata che in quello disputato, nelle cinque partite disputate, ottiene due vittorie e tre insuccessi, arrivando all'ottavo posto in classifica. Nella finale dei play-out la sfida è contro l'Atlantide Pallavolo Brescia: entrambe le squadre si aggiudicano le partite disputate in casa, fino a che in gara 5, l'ultima della serie, la Libertas Brianza si aggiudica la partita in trasferta per 3-0, ottenendo la salvezza e la permanenza in Serie A2.

## Organigramma societario
Area direttiva
- Presidente: Ambrogio Molteni
- Vicepresidente: Raffaele Maspero

Area tecnica
- Allenatore: Massimo Della Rosa
- Allenatore in seconda: Massimo Redaelli
- Scout man: Nicola Lasio

Area comunicazione
- Ufficio stampa: Diego Fumagalli
- Area comunicazione: Diego Fumagalli

Area marketing
- Ufficio marketing: Paolo Annoni

Area sanitaria
- Medico: Cristina Della Rosa, Paolo Mascagni
- Preparatore atletico: Fabio Taiana
- Fisioterapista: Andrea Molteni, Marco Pellizzoni
- Ortopedico: Roberto Pelucchi
- Osteopata: Emanuele Muri
- Nutrizionista: Ferruccio Cavanna

## Rosa
| N° | Nome              | Ruolo | Data di nascita   | Nazionalità sportiva |
| -- | ----------------- | ----- | ----------------- | -------------------- |
| 3  | Dario Monguzzi    | C     | 23 luglio 1984    | Italia               |
| 4  | Luca Butti        | L     | 8 dicembre 1991   | Italia               |
| 5  | Roberto Cominetti | S     | 20 aprile 1997    | Italia               |
| 6  | Matteo Riva       | S     | 29 settembre 1990 | Italia               |
| 7  | Matteo Boffi      | L     | 12 maggio 1996    | Italia               |
| 8  | Federico Mazza    | C     | 8 marzo 1996      | Italia               |
| 9  | Andrea Cordano    | P     | 7 marzo 1999      | Italia               |
| 10 | Jordan Richards   | S     | 25 settembre 1993 | Australia            |
| 11 | Michele Groppi    | P     | 20 settembre 1986 | Italia               |
| 12 | Umberto Gerosa    | P     | 24 giugno 1977    | Italia               |
| 15 | Caio Alexandre    | S/O   | 23 gennaio 1996   | Brasile              |
| 16 | Luca Laneri       | S     | 8 maggio 1993     | Italia               |
| 17 | Paolo Alborghetti | C     | 23 aprile 1987    | Italia               |
| 18 | Andrea Olivati    | S/O   | 26 dicembre 1994  | Italia               |

## Mercato
| Acquisti | Acquisti          | Acquisti           | Acquisti   |
| R.       | Nome              | da                 | Modalità   |
| -------- | ----------------- | ------------------ | ---------- |
| C        | Paolo Alborghetti | Civita Castellana  | definitivo |
| S/O      | Caio Alexandre    | São Bernardo       | definitivo |
| L        | Matteo Boffi      | GSA Carate         | definitivo |
| P        | Andrea Cordano    | Appignano          | definitivo |
| S        | Luca Laneri       | Insubria Morazzone | definitivo |
| S        | Andrea Olivati    | Saronno            | definitivo |
| S        | Jordan Richards   | Schönenwerd        | definitivo |

| Cessioni | Cessioni          | Cessioni           | Cessioni   |
| R.       | Nome              | a                  | Modalità   |
| -------- | ----------------- | ------------------ | ---------- |
| S/O      | Claudio Gaggini   | Saronno            | definitivo |
| S/O      | Humphrey Krolis   | ?                  | definitivo |
| C        | Fabio Molteni     | Yaka               | definitivo |
| S        | Alessandro Preti  | Civita Castellana  | definitivo |
| C        | Gabriele Robbiati | Aversa             | definitivo |
| L        | Gabriele Rudi     | Powervolley Milano | definitivo |
| S        | Nicola Tiozzo     | Argos              | definitivo |

## Risultati

### Serie A2

#### Regular season

##### Girone di andata
| 1ª giornata - 9 ottobre 2016 PalaParini, Cantù                 | Libertas Brianza | 3 - 2 | Atlantide Brescia | 20-25, 25-23, 25-11, 19-25, 15-13 |
| 2ª giornata - 16 ottobre 2016 PalaGrotte, Castellana Grotte    | Materdomini      | 1 - 3 | Libertas Brianza  | 17-25, 25-23, 21-25, 23-25        |
| 3ª giornata - 22 ottobre 2016 PalaParini, Cantù                | Libertas Brianza | 2 - 3 | Civita Castellana | 25-21, 25-20, 21-25, 19-25, 11-15 |
| 4ª giornata - 30 ottobre 2016 Palazzetto dello Sport, Brendola | Castellana       | 1 - 3 | Libertas Brianza  | 25-23, 19-25, 22-25, 15-25        |
| 5ª giornata - 6 novembre 2016 PalaParini, Cantù                | Libertas Brianza | 1 - 3 | Tricolore         | 25-23, 23-25, 27-29, 18-25        |
| 6ª giornata - 12 novembre 2016 PalaNorda, Bergamo              | Olimpia Bergamo  | 3 - 0 | Libertas Brianza  | 25-18, 25-23, 25-16               |
| 7ª giornata - 20 novembre 2016 PalaParini, Cantù               | Libertas Brianza | 0 - 3 | Marconi           | 19-25, 15-25, 22-25               |
| 8ª giornata - 27 novembre 2016 PalaParini, Cantù               | Libertas Brianza | 3 - 2 | M&G               | 24-26, 25-19, 25-22, 15-25, 21-19 |
| 9ª giornata - 3 dicembre 2016 PalaManera, Mondovì              | Mondovì          | 3 - 1 | Libertas Brianza  | 27-29, 25-23, 25-20, 25-22        |

##### Girone di ritorno
| 10ª giornata - 8 dicembre 2016 PalaSanFilippo, Brescia                | Atlantide Brescia | 3 - 1 | Libertas Brianza | 25-17, 25-21, 21-25, 25-22        |
| 11ª giornata - 11 dicembre 2016 PalaParini, Cantù                     | Libertas Brianza  | 3 - 2 | Materdomini      | 16-25, 23-25, 25-20, 25-20, 15-9  |
| 12ª giornata - 17 dicembre 2016 Palazzetto dello Sport, Montefiascone | Civita Castellana | 3 - 0 | Libertas Brianza | 28-26, 25-23, 25-16               |
| 13ª giornata - 26 dicembre 2016 PalaParini, Cantù                     | Libertas Brianza  | 3 - 0 | Castellana       | 27-25, 25-21, 25-18               |
| 14ª giornata - 5 gennaio 2017 PalaBigi, Reggio nell'Emilia            | Tricolore         | 0 - 3 | Libertas Brianza | 23-25, 16-25, 21-25               |
| 15ª giornata - 8 gennaio 2017 PalaParini, Cantù                       | Libertas Brianza  | 0 - 3 | Olimpia Bergamo  | 21-25, 24-26, 21-25               |
| 16ª giornata - 15 gennaio 2017 PalaRota, Spoleto                      | Marconi           | 3 - 1 | Libertas Brianza | 25-23, 25-14, 19-25, 25-20        |
| 17ª giornata - 22 gennaio 2017 Palasport Grottazzolina, Grottazzolina | M&G               | 2 - 3 | Libertas Brianza | 19-25, 25-20, 25-22, 25-27, 13-15 |
| 18ª giornata - 5 febbraio 2017 PalaParini, Cantù                      | Libertas Brianza  | 2 - 3 | Mondovì          | 23-25, 28-26, 18-25, 26-24, 9-15  |

#### Pool salvezza

##### Girone di andata
| 1ª giornata - 12 febbraio 2017 Palasport Comunale, Ortona    | Impavida Ortona  | 3 - 0 | Libertas Brianza    | 25-18, 25-14, 25-15              |
| 2ª giornata - 19 febbraio 2017 PalaParini, Cantù             | Libertas Brianza | 0 - 3 | Alessano            | 18-25, 19-25, 19-25              |
| 3ª giornata - 22 febbraio 2017 Palazzetto dello Sport, Roma  | Club Italia      | 2 - 3 | Libertas Brianza    | 25-27, 25-23, 16-25, 25-21, 6-15 |
| 4ª giornata - 26 febbraio 2017 PalaParini, Cantù             | Libertas Brianza | 1 - 3 | Rinascita Lagonegro | 18-25, 17-25, 28-26, 20-25       |
| 5ª giornata - 4 marzo 2017 PalaCivitanova, Civitanova Marche | Potentino        | 2 - 3 | Libertas Brianza    | 26-24, 23-25, 24-26, 25-18, 7-15 |

##### Girone di ritorno
| 6ª giornata - 12 marzo 2017 PalaParini, Cantù               | Libertas Brianza    | 1 - 3 | Impavida Ortona  | 24-26, 25-19, 22-25, 25-27 |
| 7ª giornata - 19 marzo 2017 Palazzetto dello Sport, Tricase | Alessano            | 3 - 1 | Libertas Brianza | 23-25, 25-16, 25-18, 25-18 |
| 8ª giornata - 22 marzo 2017 PalaParini, Cantù               | Libertas Brianza    | 3 - 0 | Club Italia      | 25-22, 25-22, 25-15        |
| 9ª giornata - 26 marzo 2017 PalaAlberti, Lauria             | Rinascita Lagonegro | 3 - 1 | Libertas Brianza | 25-21, 25-23, 18-25, 25-21 |
| 10ª giornata - 1º aprile 2017 PalaParini, Cantù             | Libertas Brianza    | 1 - 3 | Potentino        | 23-25, 25-20, 21-25, 17-25 |

#### Play-out
| Finale (gara 1) - 10 aprile 2017 PalaSanFilippo, Brescia | Atlantide Brescia | 3 - 2 | Libertas Brianza  | 25-15, 15-25, 25-19, 23-25, 15-13 |
| Finale (gara 2) - 16 aprile 2017 PalaParini, Cantù       | Libertas Brianza  | 3 - 0 | Atlantide Brescia | 25-21, 25-17, 25-17               |
| Finale (gara 3) - 23 aprile 2017 PalaSanFilippo, Brescia | Atlantide Brescia | 3 - 2 | Libertas Brianza  | 24-26, 25-20, 26-24, 19-25, 15-13 |
| Finale (gara 4) - 26 aprile 2017 PalaParini, Cantù       | Libertas Brianza  | 3 - 1 | Atlantide Brescia | 25-20, 21-25, 25-17, 25-20        |
| Finale (gara 5) - 30 aprile 2017 PalaSanFilippo, Brescia | Atlantide Brescia | 0 - 3 | Libertas Brianza  | 20-25, 24-26, 21-25               |

## Statistiche

### Statistiche di squadra
| Competizione | Punti | In casa | In casa | In casa | In trasferta | In trasferta | In trasferta | Totale | Totale | Totale |
| Competizione | Punti | G       | V       | P       | G            | V            | P            | G      | V      | P      |
| ------------ | ----- | ------- | ------- | ------- | ------------ | ------------ | ------------ | ------ | ------ | ------ |
| Serie A2     | 24    | 16      | 7       | 9       | 17           | 7            | 10           | 33     | 14     | 19     |
| Totale       | -     | 16      | 7       | 9       | 17           | 7            | 10           | 33     | 14     | 19     |

G = partite giocate; V = partite vinte; P = partite perse

### Statistiche dei giocatori
| Giocatore      | Serie A2 | Serie A2 | Serie A2 | Serie A2 | Serie A2 | Totale | Totale | Totale | Totale | Totale |
| Giocatore      | P        | PT       | AV       | MV       | BV       | P      | PT     | AV     | MV     | BV     |
| -------------- | -------- | -------- | -------- | -------- | -------- | ------ | ------ | ------ | ------ | ------ |
| P. Alborghetti | 32       | 215      | 146      | 59       | 10       | 32     | 215    | 146    | 59     | 10     |
| C. Alexandre   | 32       | 608      | 534      | 24       | 41       | 32     | 608    | 534    | 24     | 41     |
| M. Boffi       | 5        | 0        | 0        | 0        | 0        | 5      | 0      | 0      | 0      | 0      |
| L. Butti       | 33       | 0        | 0        | 0        | 0        | 33     | 0      | 0      | 0      | 0      |
| R. Cominetti   | 23       | 102      | 88       | 9        | 5        | 23     | 102    | 88     | 9      | 5      |
| A. Cordano     | 13       | 15       | 7        | 5        | 3        | 13     | 15     | 7      | 5      | 3      |
| U. Gerosa      | 28       | 45       | 14       | 15       | 16       | 28     | 45     | 14     | 15     | 16     |
| M. Groppi      | 9        | 1        | 0        | 0        | 1        | 9      | 1      | 0      | 0      | 1      |
| L. Lanieri     | 4        | 2        | 1        | 0        | 1        | 4      | 2      | 1      | 0      | 1      |
| F. Mazza       | 19       | 20       | 12       | 3        | 5        | 19     | 20     | 12     | 3      | 5      |
| D. Monguzzi    | 33       | 296      | 172      | 70       | 27       | 33     | 296    | 172    | 70     | 27     |
| A. Olivati     | 10       | 32       | 30       | 2        | 0        | 10     | 32     | 30     | 2      | 0      |
| J. Richards    | 31       | 440      | 362      | 37       | 41       | 31     | 440    | 362    | 37     | 41     |
| M. Riva        | 31       | 317      | 263      | 26       | 28       | 31     | 317    | 263    | 26     | 28     |

P = presenze; PT = punti totali; AV = attacchi vincenti; MV = muri vincenti; BV = battute vincenti